# Un bello sol interior
Un bello sol interior (en francés: Un beau soleil intérieur), en inglés Bright Sunshine In, es el nombre de una película dramática francesa dirigida por Claire Denis y estrenada en 2017. La película es una adaptación del gran ensayo casi novelesco y apoyado en el romanticismo alemán, de Roland Barthes, "Fragmentos de un discurso amoroso".

## Sinopsis
Isabelle es una mujer que ha seguido adelante a pesar de ser madre soltera y una artista divorciada. Ella decide encontrar un amor verdadero pero se enfrenta solamente con aventuras que le provocan grandes decepciones.

## Reparto
- Juliette Binoche como Isabelle.
- Xavier Beauvois como Vincent.
- Philippe Katerine como Mathieu.
- Josiane Balasko como Maxime.
- Bruno Podalydès como Fabrice.
- Gérard Depardieu como Denis.
- Valeria Bruni Tedeschi
- Laurent Grévill como François.
- Paul Blain como Sylvain.
- Nicolas Duvauchelle como el actor.
- Alex Descas como Marc.

## Reconocimiento
- 2017: Festival de Sevilla: Sección Oficial
- 2017: Premios del Cine Europeo: Nominada a mejor actriz (Binoche)
- 2017: Premios Lumieré: Nominada a Mejor actriz (Binoche)